# Rhododendron wongii
Rhododendron wongii är en ljungväxtart som beskrevs av William Botting Hemsley och E. H. Wils. Rhododendron wongii ingår i släktet rododendron, och familjen ljungväxter. Inga underarter finns listade i Catalogue of Life.